# 오차모치
오차모치(일본어: お茶餅, おちゃもち)는 이와테현에 전해지는 향토 음식이다. 납작한 경단에 호두 간장을 묻힌 것이다. 이름을 직역하면 '차떡'이 되지만 재료에 차가 들어가는 것은 아니다. 겉모습은 고헤이모치와 닮았으나 그보다는 훨씬 얇고 부드러운 식감이다.
오차모치를 만드는 법은 비교적 단순하다. 멥쌀 가루에 물을 부어 당고 (경단) 모양으로 빚은 뒤, 꼬치나 젓가락에 3~4개를 꽂아 얇게 누르고, 나란히 일렬로 세운 모양으로 정돈한다. 그런 뒤 그것을 쪄내고, 다시 꺼내서 가볍게 직화로 굽는다. 마지막으로 호두간장과 캐러멜 소스를 바르면 완성된다.
오차모치는 이와테현의 당고가게 (団子屋)에서 판매하는 경우가 대부분이다. 오래 보관하기에는 힘들기 때문에 기념품으로 판매하는 가게는 없다. 판매하는 지역은 모리오카시, 하나마키시, 기타카미시, 이치노세키시와 그 주변 지역 정도에 불과하다.

## 같이 보기
- 모치
- 고헤이모치